# Marc Bouissou
Marc Émile Bouissou (6. april 1931 - 23. november 2018) var en fransk roer, født i Paris.
Bouissou vandt ved OL 1952 i Helsinki en sølvmedalje i firer uden styrmand, hvor Pierre Blondiaux, Jean-Jacques Guissart og Roger Gautier udgjorde resten af besætningen. I finalen blev franskmændene besejret af den jugoslaviske båd, mens Finland fik bronze. Det var det eneste OL han deltog i.
Bouissou vandt desuden en EM-bronzemedalje i otter i 1953.

## OL-medaljer
- 1952:  Sølv i firer uden styrmand